# Persone di cognome Kim/Attori
| Questa pagina contiene informazioni ricavate automaticamente dalle voci biografiche con l'ausilio del template Bio e di un bot. L'aggiornamento è periodico e automatico e ricostruisce completamente la pagina. Se manca una persona in questa lista, sei pregato di non aggiungerla, ma accertati piuttosto che la sua voce biografica contenga il template Bio e che i dati anagrafici siano correttamente compilati. Se il template Bio manca, inseriscilo tu stesso o, in alternativa, metti l'avviso {{tmp\|Bio}} che ne segnala la mancanza. Se i dati riportati sono sbagliati, correggi direttamente la voce biografica; le modifiche saranno visibili in questa lista entro pochi giorni. Per chiarimenti vedi il progetto biografie. La lista contiene solo le 80 persone che sono citate nell'enciclopedia e per le quali è stato implementato correttamente il template Bio. Pagina aggiornata al 4 apr 2024. |

Questa è una lista di persone presenti nell'enciclopedia che hanno il cognome Kim e sono attori.

## K(80)
- Kim Ah-joong, attrice sudcoreana (Seul, n. 1982)
- Alan Kim, attore statunitense (Chicago, n. 2012)
- André Dae Kim, attore canadese (Edmonton, n. 1996)
- Kim Bo-ra, attrice sudcoreana (n. 1995)
- Han Bo-reum, attrice sudcoreana (n. 1987)
- Yeon Woo-jin, attore sudcoreano (Gangneung, n. 1984)
- Kim Bum, attore, modello e cantante sudcoreano (Seul, n. 1989)
- Teo Yoo, attore sudcoreano (Colonia, n. 1981)
- Kim Da-mi, attrice sudcoreana (Incheon, n. 1995)
- Daniel Dae Kim, attore e produttore televisivo sudcoreano (Pusan, n. 1968)
- Kim Dong-wook, attore sudcoreano (n. 1983)
- Go Joon-hee, attrice sudcoreana (Seul, n. 1985)
- Kim Ga-eun, attrice sudcoreana (Seul, n. 1989)
- Kim Go-eun, attrice sudcoreana (Seul, n. 1991)
- Kim Gyu-ri, attrice sudcoreana (Anyang, n. 1979)
- Kim Gyu-ri, attrice sudcoreana (Seul, n. 1979)
- Kim Ha-neul, attrice sudcoreana (Seul, n. 1978)
- Kim Hee-jung, attrice sudcoreana (n. 1970)
- Kim Hee-jung, attrice sudcoreana (Pusan, n. 1992)
- Kim Hee-sun, attrice e modella sudcoreana (Daegu, n. 1977)
- Kim Ho-chang, attore sudcoreano (n. 1984)
- Kim Hye-ja, attrice sudcoreana (Seul, n. 1941)
- Kim Hye-na, attrice sudcoreana (n. 1980)
- Kim Hye-seong, attore e modello sudcoreano (n. 1988)
- Kim Hye-soo, attrice sudcoreana (Pusan, n. 1970)
- Kim Hye-yoon, attrice e modella sudcoreana (Seongnam, n. 1996)
- Kim Hyo-jin, attrice sudcoreana (Seul, n. 1984)
- Kim Hyun-joo, attrice e personaggio televisivo sudcoreana (Goyang, n. 1977)
- Kim Woo-bin, attore e modello sudcoreano (Seul, n. 1989)
- Jacqueline Kim, attrice statunitense (Detroit, n. 1965)
- Kim Jae-won, attore e modello sudcoreano (Seul, n. 1981)
- Kim Jae-young, attore e modello sudcoreano (n. 1988)
- Lee Ji-ah, attrice sudcoreana (Seul, n. 1978)
- Lee El, attrice sudcoreana (Seul, n. 1982)
- Ji Soo, attore sudcoreano (Pusan, n. 1993)
- Kim Ji-won, attrice sudcoreana (Distretto di Geumcheon, n. 1992)
- Han Chae-young, attrice sudcoreana (Daegu, n. 1980)
- Kim Ji-young, attrice sudcoreana (Chongjin, n. 1938 - † 2017)
- Kim Ji-young, attrice sudcoreana (n. 1974)
- Kim Ji-young, attrice sudcoreana (n. 2005)
- Kim Jin-woo, attore sudcoreano (Seul, n. 1983)
- John Kim, attore australiano (Melbourne, n. 1993)
- Kim Joo-ryoung, attrice sudcoreana (n. 1976)
- Kim Jung-eun, attrice sudcoreana (Seul, n. 1976)
- Kim Jung-hyun, attore sudcoreano (Pusan, n. 1990)
- Kim Kang-woo, attore sudcoreano (Seul, n. 1978)
- Kim Kap-soo, attore sudcoreano (Seul, n. 1957)
- Kim Ki-bum, attore e cantante sudcoreano (n. 1987)
- Kim Mi-soo, attrice e modella sudcoreana (n. 1992 - † 2022)
- Song Ha-yoon, attrice sudcoreana (Bucheon, n. 1986)
- Kim Min-hee, attrice e modella sudcoreana (Seul, n. 1982)
- Min Ji, attrice sudcoreana (n. 1990)
- Kim Min-jung, attrice sudcoreana (Seul, n. 1982)
- Kim Min-seo, attrice sudcoreana (Seul, n. 1984)
- Seo Woo, attrice sudcoreana (Seul, n. 1985)
- Kim Nam-gil, attore sudcoreano (Seul, n. 1981)
- Kim Nam-joo, attrice sudcoreana (Pyeongtaek, n. 1971)
- Kim Ok-bin, attrice e sceneggiatrice sudcoreana (Suncheon, n. 1986)
- Kim Sae-ron, attrice sudcoreana (Seul, n. 2000)
- Kim Seo-hyung, attrice sudcoreana (Gangneung, n. 1973)
- Kim Ye-won, attrice e cantante sudcoreana (Corea del Sud, n. 1987)
- Kim So-eun, attrice sudcoreana (Namyangju, n. 1989)
- Kim So-hye, attrice e cantante sudcoreana (Seul, n. 1999)
- Kim So-hyun, attrice e conduttrice televisiva sudcoreana (Yongin, n. 1999)
- Kim So-yeon, attrice sudcoreana (n. 1980)
- Claudia Kim, attrice e modella sudcoreana (Seul, n. 1985)
- Kim Soo-hyun, attore, cantante e modello sudcoreano (Seul, n. 1988)
- Kim Su-an, attrice sudcoreana (n. 2006)
- Kim Sun-a, attrice sudcoreana (Daegu, n. 1975)
- Kim Tae-hee, attrice sudcoreana (Pusan, n. 1980)
- Hyun Bin, attore, modello e cantante sudcoreano (Seul, n. 1982)
- Kim Tae-ri, attrice sudcoreana (Seul, n. 1990)
- Kim Tai-chung, attore, artista marziale e imprenditore sudcoreano (Seul, n. 1943 - Seul, † 2011)
- Kim Yoo-bin, attrice sudcoreana (n. 2005)
- Kim Yoo-jung, attrice e modella sudcoreana (Seul, n. 1999)
- Jung So-min, attrice sudcoreana (Seul, n. 1989)
- Jin Se-yeon, attrice sudcoreana (Seul, n. 1994)
- Kim Yoon-seo, attrice sudcoreana (Seul, n. 1986)
- Kim Young-ae, attrice sudcoreana (Pusan, n. 1951 - Seul, † 2017)
- Yunjin Kim, attrice sudcoreana (Seul, n. 1973)